# Falcó selvàtic plumbi
El falcó selvàtic plumbi (Micrastur plumbeus) és una espècie d'ocell rapinyaire de la família dels falcònids (Falconidae) que habita la selva humida del sud-oest de Colòmbia i nord-oest de l'Equador. El seu estat de conservació es considera de risc mínim.